# ناوشکن کلاس آرلی برک
آرلی برک (Arleigh Burke) بهترین، قدرتمندترین و پرتعدادترین ناوشکن در خدمت است و نیروی دریایی آمریکا ۶۴ فروند از این ناوشکنها را در خدمت دارد. آرلی برک در سال ۱۹۹۱ وارد خدمت نیروی دریایی آمریکا شد و امروزه در نقشهای دفاع هوایی و موشکی، ضد سطح، ضد زیردریایی و حمله زمینی به کار گرفته می‌شود. این کشتی به افتخار ادمیرال آرلی برک نامگذاری شده است.

## رادار
این ناوشکن به سیستم رزمی معروف ایجس مجهز است که تسلیحات و سنسورهای این ناو را یکپارچه می‌کند. قلب این سیستم رادار آرایه فازی AN/SPY-1D است که وظیفه کشف، ردگیری و هدایت تسلیحات به سمت هدف را بر عهده دارد.

## تسلیحات
هر ناوشکن آرلی برک دارای ۹۶ پرتابگر عمودی است که درونشان:
- موشک کروز تاماهاک
- موشکهای پدافندی SM-2، SM-6 و RIM-162 ESSM،
- موشک ضد بالستیک SM-3
- موشک ضد زیردریای ASROC درون آن پرتابگرها قرار می‌گیرند.
- این ناو همچنین به موشک ضد کشتی هارپون مجهز است
- اژدر Mark 46 یا ۵۰
- به توپ سینه MK 45 مجهز است.

این تسلیحات آرلی برک را به یک دژ دفاعی مستحکم تبدیل می‌کند که توانایی محافظت از ناوگروه‌ها را در مقابل سنگینترین حملات دارد.
تا کنون سه نسل از این کلاس با شناسه‌های Flight I، Flight II و Flight IIA تولید شده‌اند و به زودی پروسه ساخت نسل بعدی این ناو با شناسه Flight III نیز آغاز خواهد شد که دارای رادار و تسلیحات قدرتمندتری خواهند بود.